# 热基塔伊
热基塔伊是巴西米纳斯吉拉斯州的一个市镇，位于热基塔伊河畔。总面积1268.279平方公里，总人口8182人，人口密度6.5人/平方公里。1948年，热基塔伊升格为市镇。